# Du Guangting
Du Guangting (chinesisch 杜光庭, Pinyin Dù Guāngtíng, W.-G. Tu Kuang-t'ing; * 850; † 933) war ein berühmter Daoist und Hofgelehrter am Ende der Tang-Dynastie. Von ihm liegen wichtige Schriften über die sakralen Stätten des Daoismus vor. Seine Werke fanden Aufnahme in den Daoistischen Kanon.

## Werke
- Dongtian fudi yueze mingshan ji 洞天福地嶽澤名山記 (Bericht über Grottenhimmel, glückliche Orte, heilige Berge, Marschen und berühmte Gebirge) DZ 599
- Daojiao lingyan ji 道教靈驗記 (Bericht zu den wundersamen Erweisen des Daoismus) DZ 590
- Lidai chongdao ji 歷代崇道記 (Berichte über den daoistischen Glauben der Vergangenheit) DZ 593
- Yongcheng jixian lu 墉城集仙錄 (Berichte von den versammelten Unsterblichen aus der Festungsstadt)
- Guangcheng ci 广成词 (Sibu congkan, fotografische Reproduktion einer Daozang-Ausgabe)
- Daode zhenjing guangsheng yi 道德真经广圣义
- Daomen kefan daquan ji 道门科范大全集
- Guangcheng ji 广成集
- Qiuranke zhuan 虬髯客传 (Der Fremde mit dem Lockenbart) (Gushi wenfang xiaoshuo 顾氏文房小说)
- Shenxian ganyu zhuan 神仙感遇传 Berichte über Begegnungen mit Gottheiten und Unsterblichen (Daozang juyao diqilei 道藏举要第七类)
- Luyi ji 录异记 (Bice huhan 秘册汇函)